# Brachypanorpa montana
Brachypanorpa montana är en näbbsländeart som beskrevs av Carpenter 1931. Brachypanorpa montana ingår i släktet Brachypanorpa och familjen Panorpodidae. Inga underarter finns listade i Catalogue of Life.